# Батлер, Джек (тьивали)
Джек Ба́тлер (англ. Jack Butler, 4 мая 1901 — 10 мая 1986) — последний носитель языка тьивали (дживарли), одного из языков австралийских аборигенов.

## Биография
Как последний носитель, он был основным источником задокументированной информации об этом языке. Батлер был сыном белого пастуха, Дика Батлера, и коренной жительницы Австралии по имени Сильвер. Воспитан он был матерью и отчимом Джинапукой, также аборигеном, в Ulwarra Station и Glen Florrie Station в Австралии.
В Glen Florrie Station он жил в лагере с аборигенами и узнал от старших язык и обычаи. Его любимым языком был тьивали, который он узнал от человека по имени Wangki, известного белым австралийцам как «Stumpy». Кроме того, Батлер научился разговаривать на Jurruru и Thalanyji. Большую часть своей взрослой жизни провёл в Mount Stuart Station, где он начал контактировать с западным образом жизни. В 1927 году Батлер женился на Молли Эшбертон. У них было четверо детей. В 1970-х вышел на пенсию в Онсло и 10 мая 1986 года умер в Карнавоне.